# Rhêmes-Notre-Dame
Pour les articles homonymes, voir Rhêmes (homonymie).
Rhêmes-Notre-Dame est une commune alpine située dans le haut Val de Rhêmes, en Vallée d'Aoste, en Italie du Nord-Ouest.

## Géographie

Localisation de la commune de Rhêmes-Notre-Dame à l'intérieur de la Vallée d'Aoste.

Les communes limitrophes sont  Ceresole Reale, Rhêmes-Saint-Georges, Tignes, Val-d'Isère, Valgrisenche et Valsavarenche.

## Histoire
En 1928, le gouvernement fasciste de Benito Mussolini réunit les deux communes de Rhêmes-Notre-Dame et de Rhêmes-Saint-Georges en une entité administrative unique dénommée Rhêmes. Le toponyme est ensuite italianisé en Val di Rema.
Les deux communes ont été rétablies en 1946 avec leur dénomination originale.

## Lieux d'intérêt
- Centre des visiteurs du Parc national du Grand Paradis.
- la Via ferrata Casimiro, dédiée à Casimiro Thérisod, premier guide de haute montagne du val de Rhêmes, au départ du village de Chanavey[2].

## Administration
| Période                                  | Période           | Identité         | Étiquette     | Qualité |
| ---------------------------------------- | ----------------- | ---------------- | ------------- | ------- |
| 10 mai 2005                              | 24 mai 2010       | Donato Ronc      |               | Syndic  |
| 24 mai 2010                              | 10 mai 2015       | Fulvio Centoz    | Liste civique | Syndic  |
| 11 mai 2015                              | 22 septembre 2020 | Corrado Oreiller |               | Syndic  |
| 23 septembre 2020                        | En cours          | Firmino Thérisod | Liste civique | Syndic  |
| Les données manquantes sont à compléter. |                   |                  |               |         |

### Hameaux
Artalle, Brenand, Bruil (chef-lieu), Carré, Chanavey, Chaudanne, Oreiller, Pellaud, Pont, Thumel

### Communes limitrophes
Ceresole Reale (TO), Rhêmes-Saint-Georges, Tignes (FR-73), Val-d'Isère (FR-73), Valgrisenche, Valsavarenche

## Jumelages
- Solarolo (Italie)

## Galerie de photos

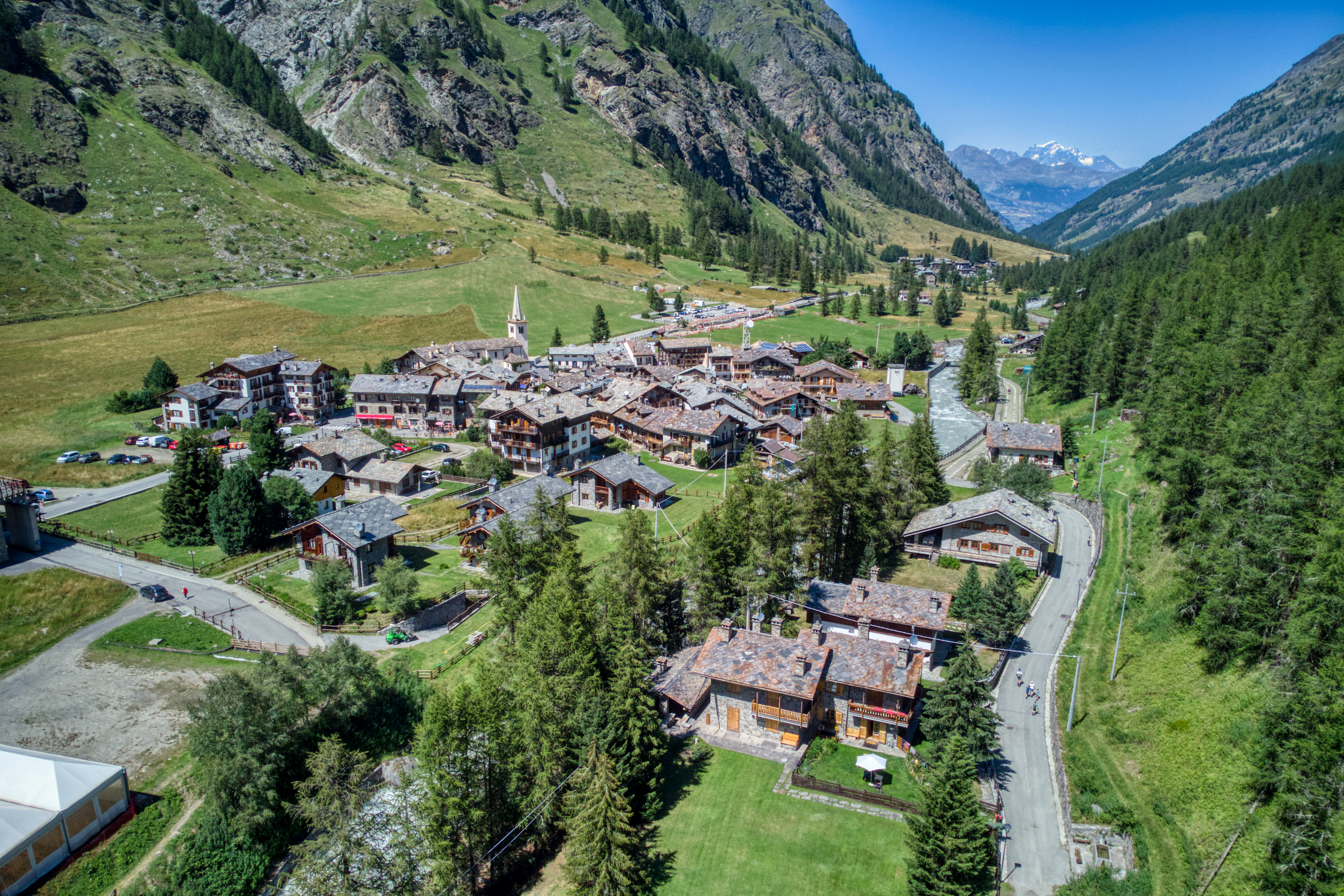
Le village de Bruil, chef-lieu de la commune de Rhêmes-Notre-Dame (été 2023).
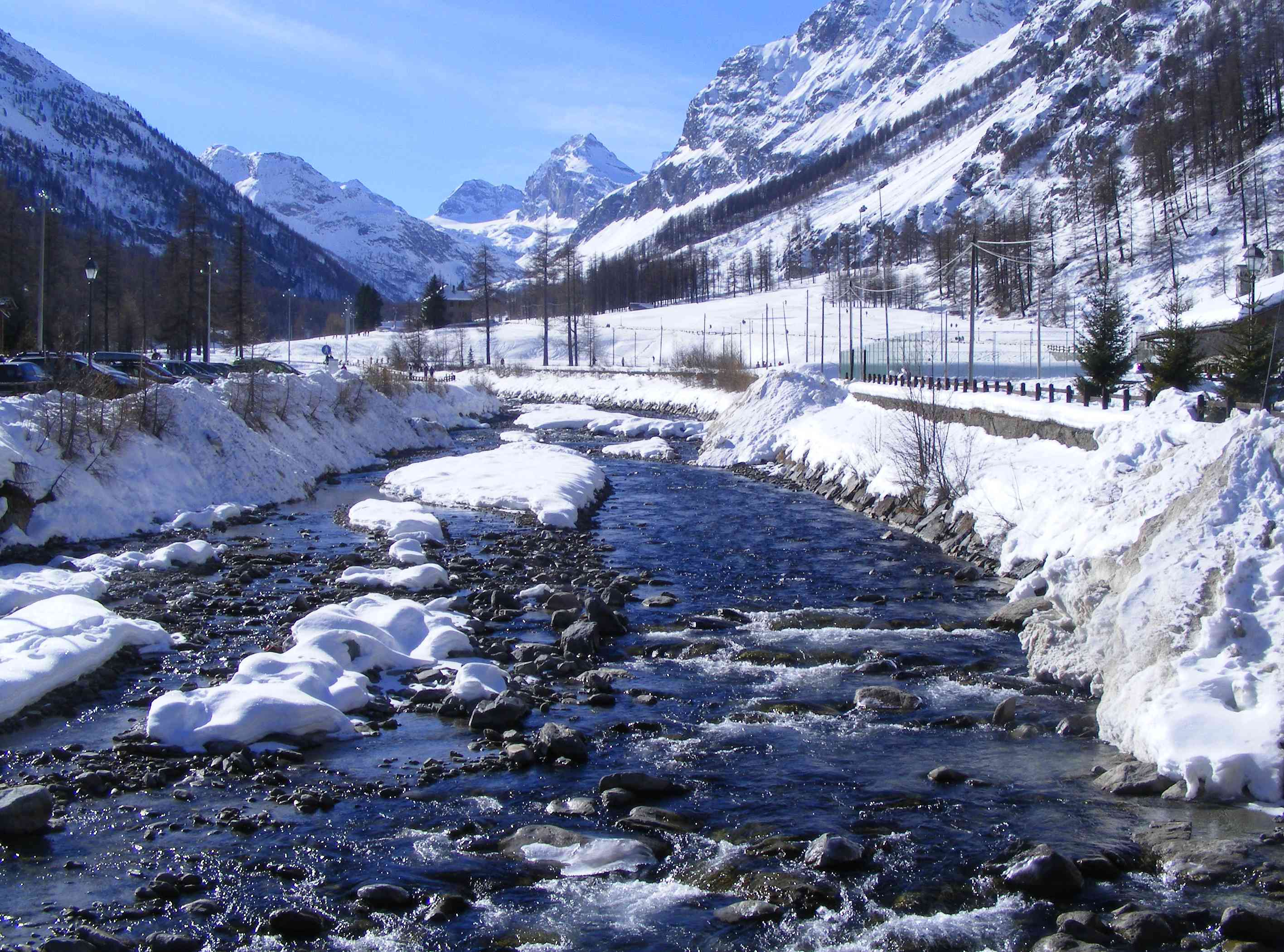
La Doire de Rhêmes à Chanavey
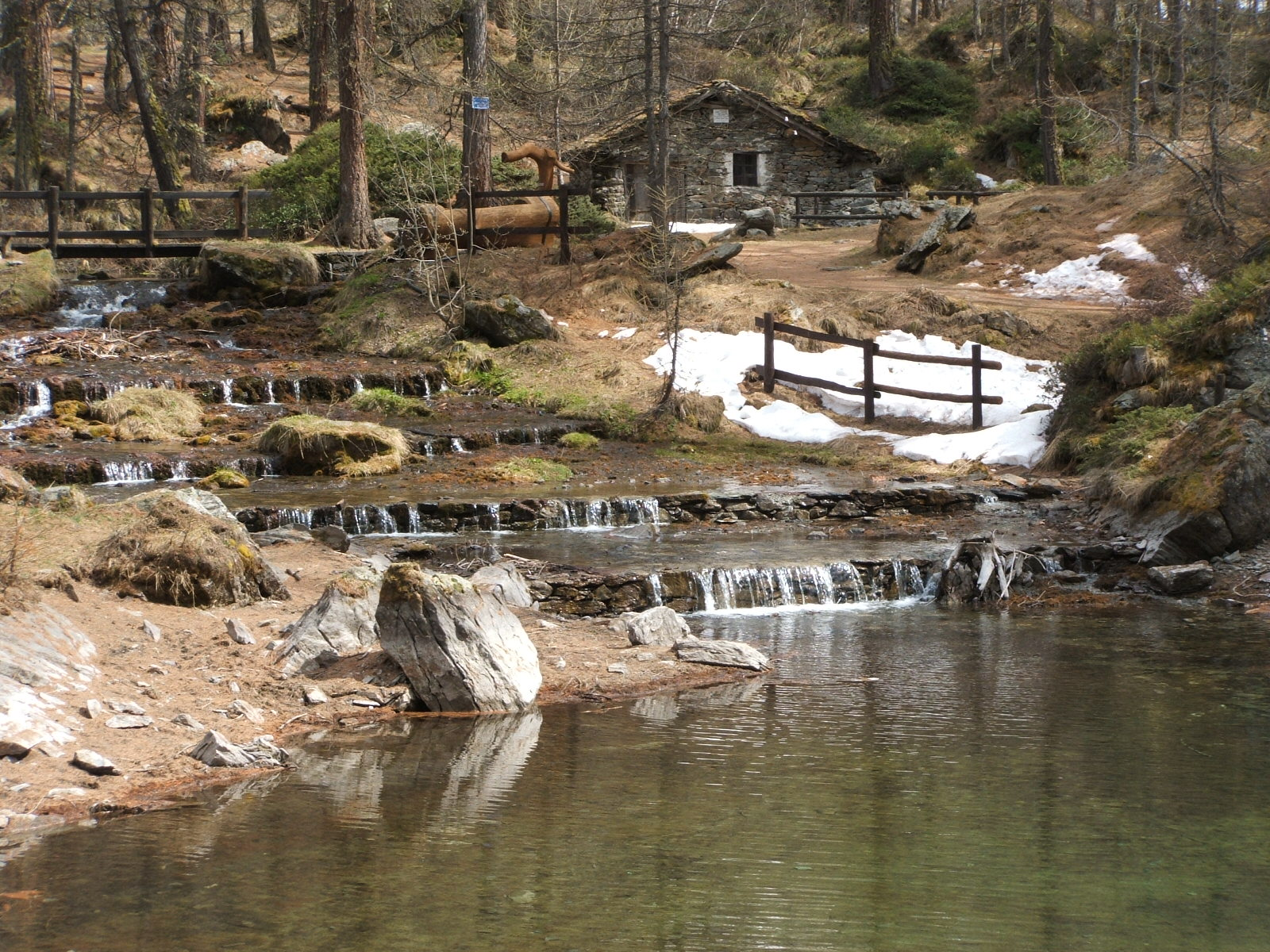
Le lac Pellaud, siège de la première centrale hydroélectrique d'Europe
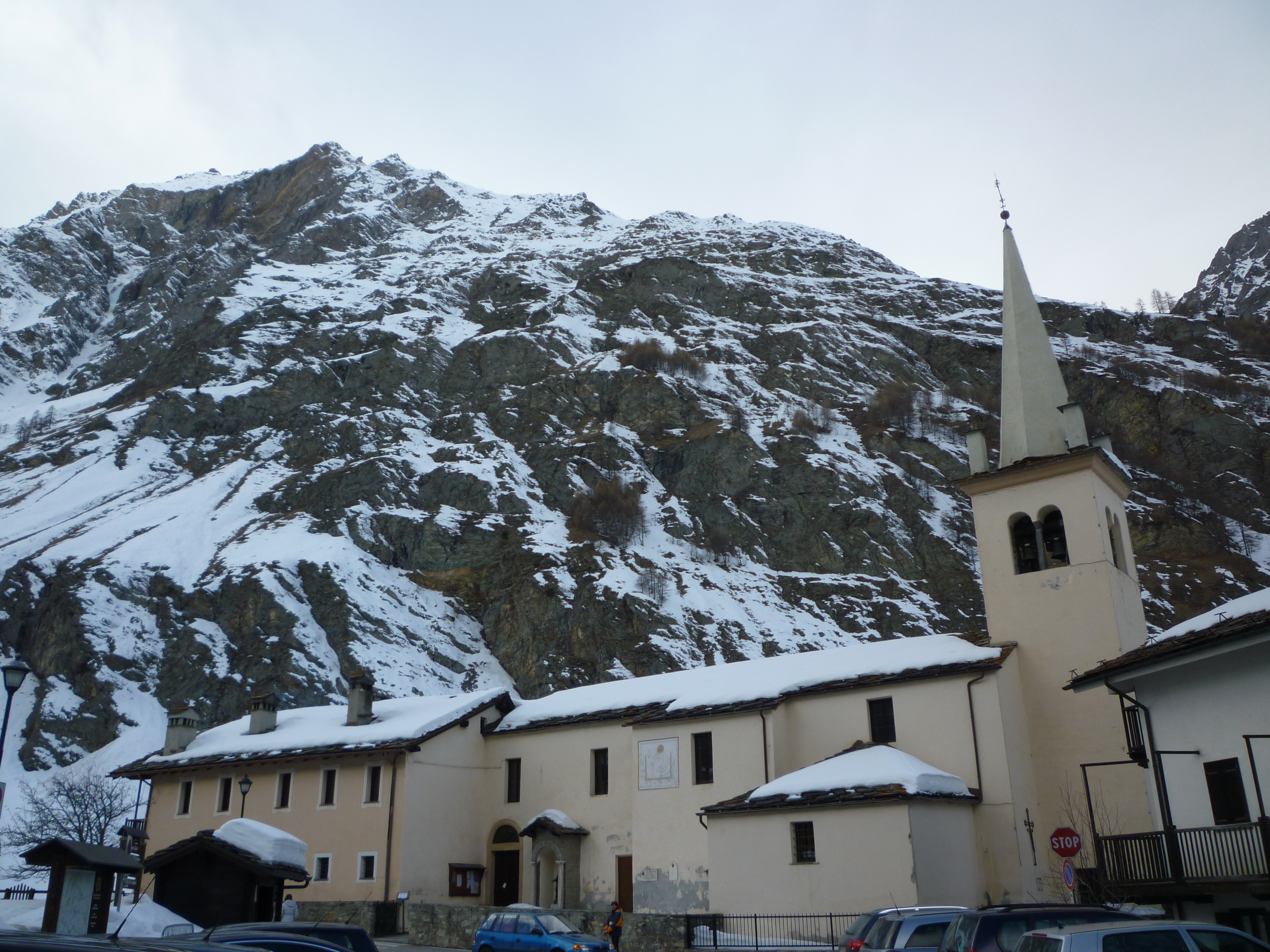
L'église paroissiale Notre-Dame-de-la-Visitation
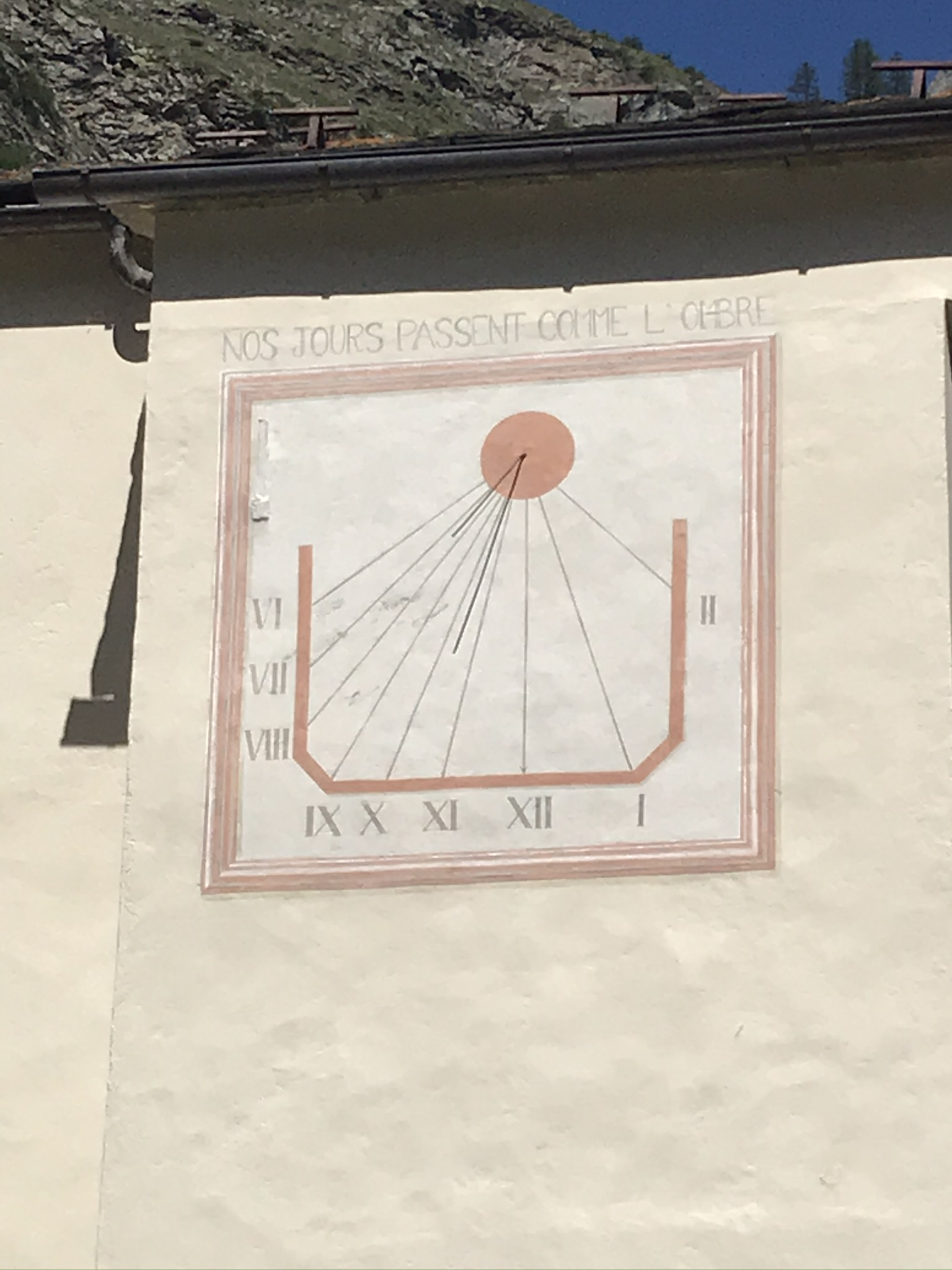
Cadran solaire sur l'église paroissiale
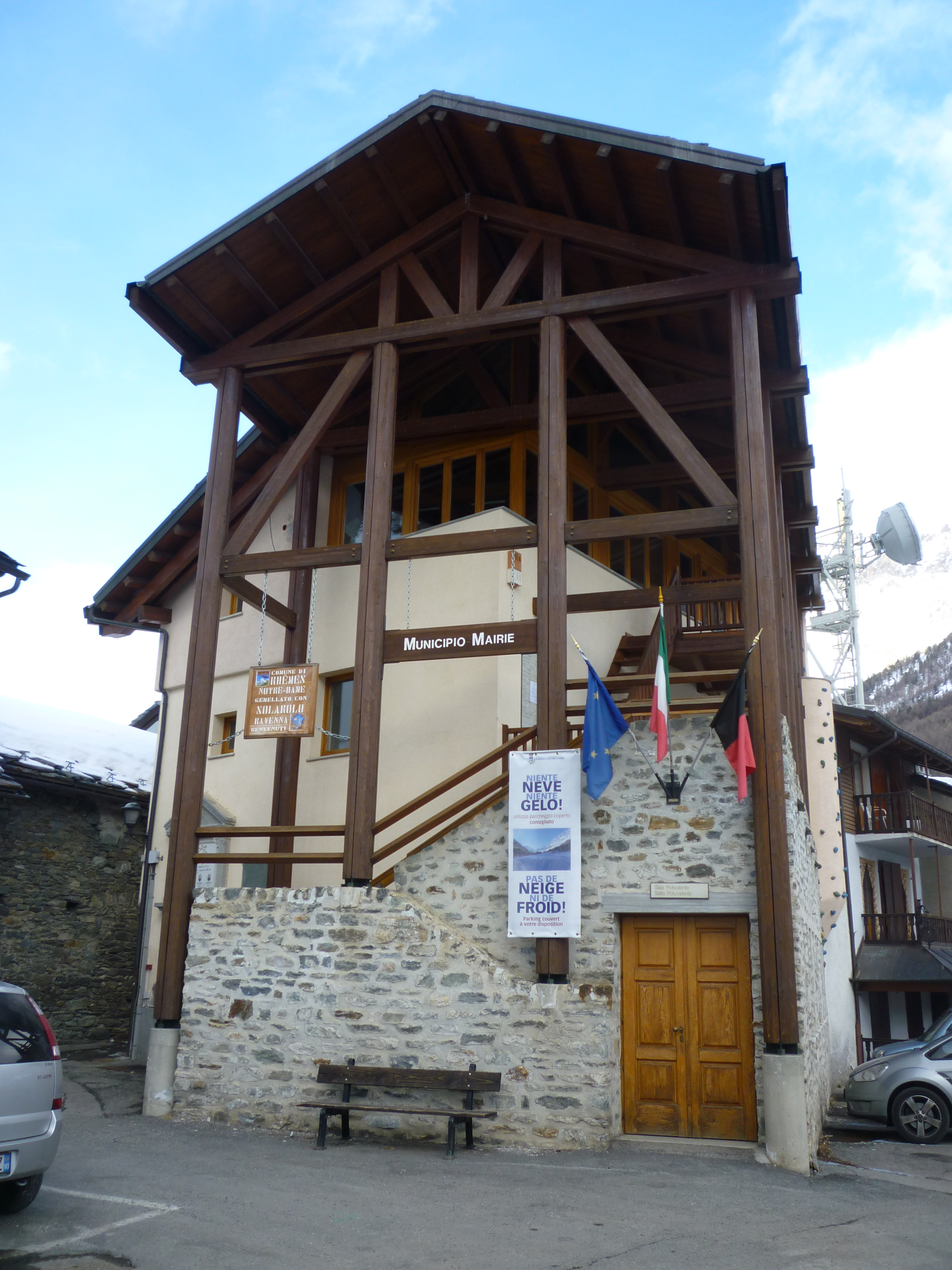
La maison communale
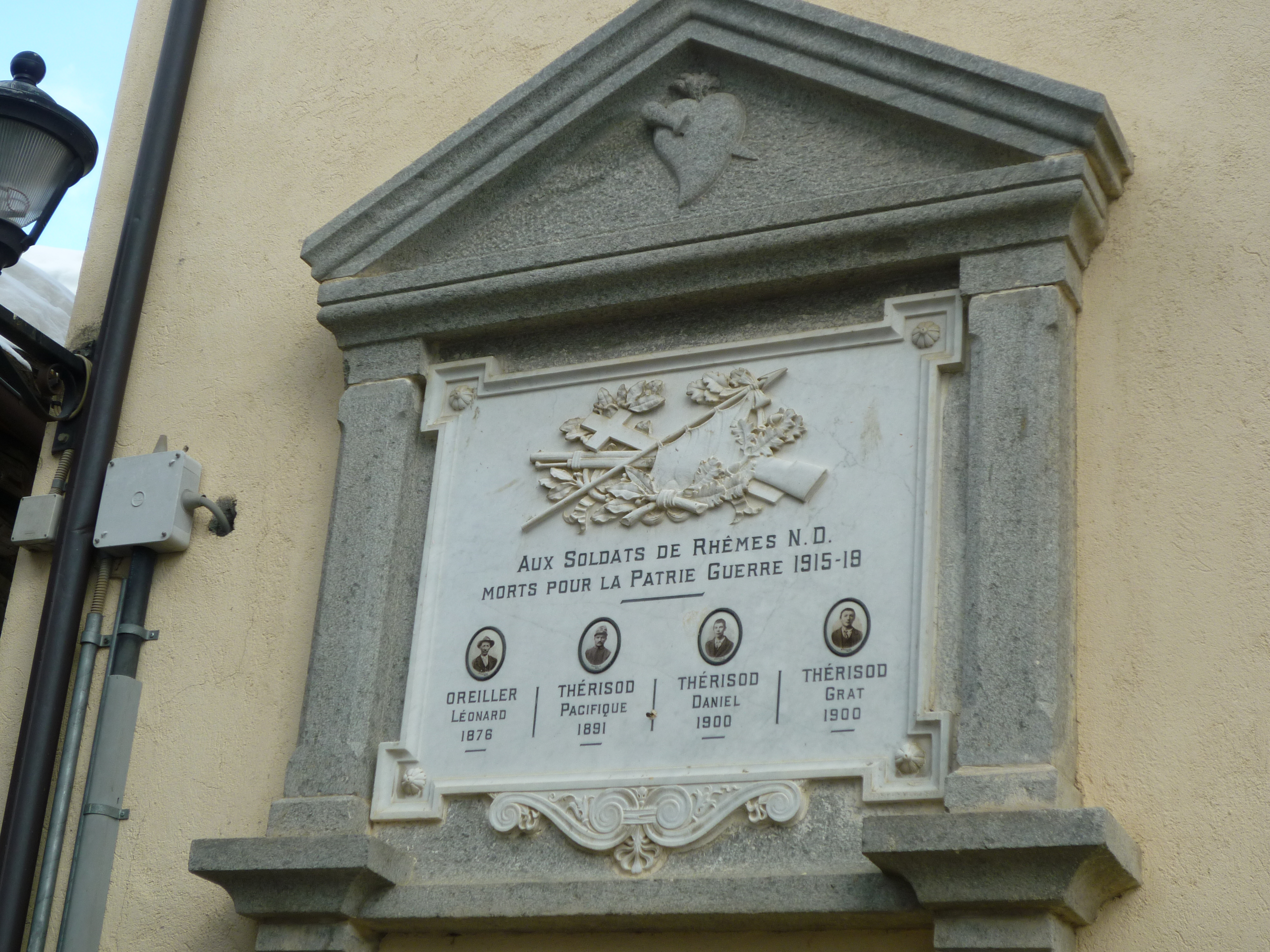
Plaque en souvenir des Rhêmeins morts pendant la Première Guerre mondiale